# Ортисије Тавенисиотски
Ортисије Тавенисиотски или Орсизије (старогрч. Ωρσισιος - после 386) - хришћански писац, египатски монах, трећи игуман манастира Тавенисиот који је основао свети Пахомије Велики.  Канонизован је у православној цркви, поштован као светитељ, У цркви се помиње 15. јуна.

## Биографија
О пореклу и раном животу Орзисија се мало зна. Вероватно је рођен око 300. године. Заједно са монахом Теодором био је непосредни ученик Пахомија Великог, дошавши у манастир око 320. године.
Након изненадне смрти Пахомија од куге 346. године, настала је кратка криза у манастиру који је основао. Две године раније, Пахомије је био тешко болестан, па је у случају његове смрти за свог наследника поставио Теодора, који је дошао у заједницу 328. године и уживао ауторитет међу монасима. Међутим, оздравивши, Пахомије је наложио Теодору епитимију, пошто му се чинило да је одушевљење монашких старешина да прихвате Теодора за свог наследника било претерано. Иако је, по свему судећи, Пахомијев однос према Теодору омекшао 346. године, он је пре смрти за свог наследника именовао извесног Петронија, којег је недавно у заједницу примио један богати земљопоседник.
Петроније је умро два и по месеца касније од исте епидемије, именовавши свог наследника Ортисија из манастира Хеновоскион, који се такође недавно придружио. Према Пахомијевом житију, сам Ортисије није желео да заузме ово место. Након што су монаси активно изразили своје одбијање новог игумана, он је пренео контролу на Теодора и повукао се у Кхеновос киновиа.
Након Теодорове смрти 365. године, поново је преузео контролу над тавенисиотским манастиром.
Орсисије је умро око 400. године.
Есеји
„Књига Орсијева“ („Либер Орсиесии“)
Ортисије и његово главно дело, чији је пун назив „Књига Оца нашег Ортисија, коју је он, умирући, дао браћи у завет“ (ЦПГС 2367), посвећено је 9. поглављу књиге Генадија Масилије. „О познатим људима“:
Оригинални текст Орсисијеве књиге није сачуван до данас само у латинском преводу који је направио Јероним Стридонски, назван Лат. „Доцтрина де институтионе монацхорум”; овај превод је објављен у 40. тому Грчке патрологије (=103, 473Д ПЛ).
Сва остала Орзисијева дела су делимично сачувана на коптском језику, међу њима и седам „Упутстава” („Учења”), од којих је последње признато као неаутентично.
Сачуване поруке су углавном збирка извода из Светог Писма. Године 1972. две до сада непознате Ортисијеве поруке (као и порука Теодора Освећеног) су заједно открили међу рукописима библиотеке Честер Бити (Даблин) о. Ханс Квеке и проф. Тито Орланди. Француски превод прве и друге поруке (ЦПГ 2368) објављен је 1977. године.